# سرگذشت ریدیک
سرگذشت ریدیک (به انگلیسی: The Chronicles of Riddick) یک فیلم اکشن و علمی تخیلی آمریکایی محصول سال ۲۰۰۴ به نویسندگی و کارگردانی دیوید تویی، و دومین قسمت در مجموعه فیلم‌های سرگذشت ریدیک است. سرگذشت ریدیک ماجراجویی ریچارد بی. ریدیک را بعد از رخ‌دادهای قسمت اول فیلم با نام پیچ بلک در سال ۲۰۰۰ دنبال می‌کند. در این فیلم وین دیزل در نقش ریدیک، و بازیگرانی همچون تندی نیوتون، کارل اربن، کلم فیور، کیث دیوید، الکسا داوالس و جودی دنچ ایفای نقش می‌کنند. ادامه‌ای برای این فیلم با عنوان ریدیک در سال ۲۰۱۳ به روی پرده رفت.